# Elżbieta Leśniewska-Komęza
Elżbieta Leśniewska-Komęza (ur. 1950 w Toruniu) – naukowiec, którego obszar zainteresowań obejmuje analizę rozkładu pola elektromagnetycznego oraz problemy konstrukcji przekładników. Prof. dr hab. inż. Elżbieta Leśniewska-Komęza od 2010 roku jest kierownikiem Zakładu Przekładników i Kompatybilności Elektromagnetycznej Instytutu Elektroenergetyki Politechniki Łódzkiej. 
Elżbieta Leśniewska-Komęza w 1974 ukończyła studia na Wydziale Elektrycznym Politechniki Łódzkiej, otrzymując dyplom z wyróżnieniem. W październiku 1974 rozpoczęła pracę w Zespole Elektrotechniki Teoretycznej Instytutu Podstaw Elektrotechniki PŁ, gdzie prowadziła zajęcia dydaktyczne z Elektrotechniki Teoretycznej. W 1983 r. obroniła pracę doktorską, wykonywaną pod opieką naukową prof. Macieja Krakowskiego, za którą otrzymała wyróżnienie. Pracę habilitacyjną obroniła w 1997 roku, na Wydziale Elektrotechniki, Elektroniki, Informatyki i Automatyki PŁ. Tytuł profesora otrzymała z rąk Prezydenta Rzeczypospolitej Polskiej w 2012 roku.
Od 1977 r. bierze czynny udział w pracach naukowo-badawczych dla przemysłu prowadzonych przez Zakład Przekładników, w ramach których opracowano i wdrożono mikroprocesorowe systemy pomiarowo-kontrolne dla stacji prób. Od 1981 roku pracuje w Zakładzie Przekładników, gdzie prowadzi zajęcia dydaktyczne z Elektrotechniki i Elektroniki dla studentów różnych wydziałów Politechniki Łódzkiej. Od wielu lat współpracowała z biurem konstrukcyjnym Zakładów Wytwórczych Aparatury Wysokiego Napięcia ZWAR w Warszawie, a obecnie z firmami polskimi zajmującymi się produkcją przekładników. Jej osobistym sukcesem było opracowanie projektu izolacji przekładnika kombinowanego JUK 123a w ramach projektu celowego KBN dla koncernu ABB. W listopadzie 2003 r. Zespół pracujący nad tym projektem otrzymał II nagrodę premiera za wybitne krajowe osiągnięcie naukowo-techniczne, za rozwiązanie problemów naukowych i techniczno-konstrukcyjnych, umożliwiających opracowanie konstrukcji przekładnika kombinowanego na napięcie 110 kV, a w maju 2003 nagrodę Łódzkie Eureka.
Prof. Elżbieta Leśniewska-Komęza opublikowała 95 publikacji i referatów naukowych, zarówno w czasopismach krajowych (29) i zagranicznych (66). Jest również współautorką 3 skryptów i 2 patentów oraz 2 zgłoszeń patentowych. Jest członkiem prestiżowych międzynarodowych organizacji naukowych: International COMPUMAG Society i Institute of Electrical and Electronics Engineers (IEEE). Jest także członkiem Polskiego Towarzystwa Zastosowań Elektromagnetyzmu.
W 2005 roku prof. Leśniewska-Komęza została odznaczona Krzyżem Zasługi, w 2007 r. otrzymała Medal Komisji Edukacji Narodowej, a w 2008 odznaczenie Zasłużony dla Politechniki Łódzkiej.
Wyniki prac, w zakresie wykorzystania analizy pola elektromagnetycznego w praktyce przy projektowaniu przekładników prądowych, zostały zawarte w następujących publikacjach:
- rozprawie habilitacyjnej pracy pt. Zastosowanie symulacji pól elektromagnetycznych w projektowaniu przekładników opublikowanej 1997 roku,
- książce Przekładniki. Modelowanie z zastosowaniem numerycznych metod polowych, wydanej pod patronatem PAN przez WNT Warszawa w 2010 roku,
- rozdziale (33 stronicowym) pt. Applications of the Field Analysis During Design Process of Instrument Transformers, umieszczonym w książce Transformers. Analysis, Design, and Measurement wydanej przez  CRC Press Taylor & Francis Group, Boca Raton, London, New York w 2012 roku.